# زمفیرا مفتاهاتدینووا
زمفیرا مفتاهاتدینووا (تاتاری: Зимфирә Гали кызы Мифтахетдинова؛ زادهٔ ۲۸ مه ۱۹۶۳) تیرانداز تاتارتبار اهل جمهوری آذربایجان بود.
وی در مسابقات کشوری و بین‌المللی در مجموع برندهٔ ۶ مدال طلا، ۳ مدال نقره، ۳ مدال برنز شده‌است.